# Haselhexe
Die Haselhexe ist die Titelfigur einer alpinen Südtiroler Sage, die auf antike Vorbilder zurückgeht.

## Inhalt
Ein in Seis wohnender Bauernknecht beobachtete heimlich eine als Hexe verrufene Stallmagd, die auf einer Ofengabel durch den Kamin fuhr. Er konnte ihr folgen, indem er einen Küchenbesen mit einer von der Magd verwendeten Salbe einschmierte, so ebenfalls durch den Schornstein in die Lüfte aufstieg und schließlich auf den Schlern, einen Südtiroler Hexentanzplatz, gelangte. Dort tanzte die Magd mit anderen Hexen, wurde dann aber von ihnen geschlachtet und verzehrt. Der Knecht erhielt eine gebratene Rippe, die er jedoch nicht verspeiste, sondern heimlich einsteckte. Nach dem Schmaus sammelten die Hexen die Gebeine und machten die Magd wieder lebendig, doch fehlte nun die vom Knecht bei sich verborgene Rippe. Statt ihrer setzten die Hexen ein Stück Haselholz ein, und der Knecht erfuhr von ihnen, dass die wiederbelebte Magd sofort sterben müsse, wenn sie „Haselhexe“ genannt würde. Diese Bezeichnung gab der Knecht der Magd am nächsten Tag, als sie, wieder auf den Bauernhof zurückgekehrt, mit den anderen speiste, woraufhin sie augenblicklich tot zu Boden sank.

## Entstehung aus antiken Vorbildern
Ein Vorbild der Sage von der Haselhexe war die in der griechischen Mythologie vorkommende Erzählung von Pelops, der von seinem Vater Tantalos getötet und den Göttern des Olymp bei einem Bankett als Mahl serviert wurde. Tantalos wollte so die Weisheit der Götter auf die Probe stellen, wurde von ihnen aber sofort durchschaut und mit schweren Höllenqualen bestraft. Dagegen ließen die Götter Pelops wieder auferstehen und ersetzten dessen von Demeter verzehrtes Schulterblatt durch ein solches aus Elfenbein.
Des Weiteren wird in der germanischen Mythologie von Thor berichtet, dass er seine Böcke schlachtete, briet und aufaß, aber am folgenden Tag zu neuem Leben erweckte. Da jedoch ein Bauernsohn den Röhrenknochen eines Bockes entwendet und zersplittert hatte, lahmte dieses Tier nun.
Die Sage von der Haselhexe fußt auch auf sehr alten mythischen Anschauungen, nach denen der Knochen Sitz des Lebens sei. In Tirol verband sich diese Betrachtungsweise mit der zauberischen Rolle des Haselnussstrauches in der volkstümlichen Magie; wurde doch die Haselgerte u. a. als Lebensrute angesehen und auch zur Bestrafung verwendet.